# Clásica Andorra MoraBanc
La Clásica Andorra MoraBanc (oficialmente: Andorra MoraBanc Clàssica) es una carrera de un día profesional de ciclismo en ruta que se disputa en Andorra desde el año 2025, siendo la primera prueba ciclista que se celebra en el país a nivel profesional.
Desde su creación, la carrera forma parte del UCI Europe Tour dentro de la categoría 1.1.

## Palmarés
| Año  | Ganador           | Segundo            | Tercero   |
| ---- | ----------------- | ------------------ | --------- |
| 2025 | Mattias Skjelmose | Cristián Rodríguez | Enric Mas |

## Palmarés por países
| País      | Victorias |
| --------- | --------- |
| Dinamarca | 1         |